# Schifterschnitt

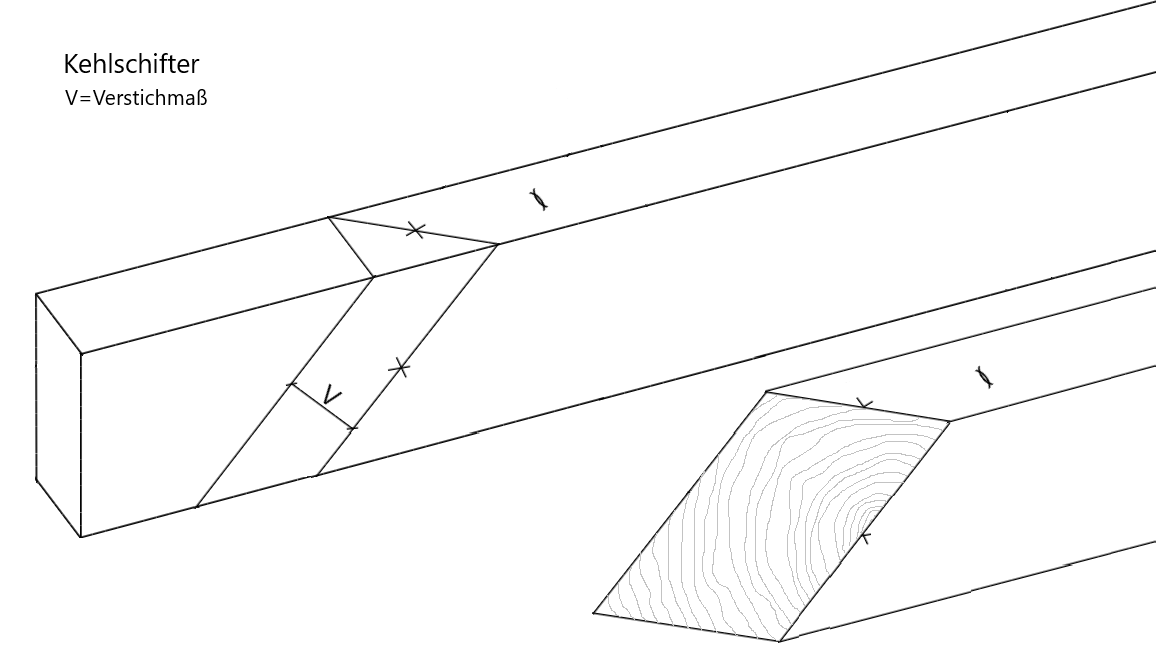
Schifterschnitt an einem Kehlschifter

Der Schifterschnitt ist ein Abschnitt an den Enden von Schiftersparren wie Grat-, Kehl-, Kehlbohlen- und Gratkehlschifter (Doppelschifter). Der Schnitt ist an jeder Seite des Holzes schräg. Die gegenüberliegenden Schnittkanten sind parallel zueinander. Bei Gratschifter sind Lot- und Backenschmiege im spitzen Winkel, bei Kehlschifter ist die Backenschmiege auch spitzwinklig, die Lotschmiege aber stumpfwinklig, und bei Kehlbohlenschifter sind Waage- und Backenschmiege spitzwinklig. Die Schnittfläche ist ein Parallelogramm (Rhomboid), mit der sich der Schifter an den Grat- oder Kehlsparren anschmiegt. Auch der Abschnitt von Grat- und Kehlklauenschifter wird als Schifterschnitt bezeichnet, wo aber ein Stück zur Klauenbildung stehen bleibt. In den Zimmereibetrieben wird der Schifterschnitt mit einer Abbundsäge, Tischkettensäge, Handbandsäge oder Untertischschwenkkappsäge (Abbundmaschine) ausgeführt.